# Erquery
Erquery és un municipi francès, situat al departament de l'Oise i a la regió dels Alts de França. L'any 2007 tenia 530 habitants.

## Demografia

### Població
El 2007 la població de fet d'Erquery era de 530 persones. Hi havia 188 famílies de les quals 32 eren unipersonals (12 homes vivint sols i 20 dones vivint soles), 64 parelles sense fills, 72 parelles amb fills i 20 famílies monoparentals amb fills.
La població ha evolucionat segons el següent gràfic:
Habitants censats

### Habitatges
El 2007 hi havia 198 habitatges, 193 eren l'habitatge principal de la família, 3 eren segones residències i 2 estaven desocupats. 188 eren cases i 7 eren apartaments. Dels 193 habitatges principals, 179 estaven ocupats pels seus propietaris, 8 estaven llogats i ocupats pels llogaters i 6 estaven cedits a títol gratuït; 2 tenien una cambra, 7 en tenien dues, 16 en tenien tres, 59 en tenien quatre i 109 en tenien cinc o més. 140 habitatges disposaven pel capbaix d'una plaça de pàrquing. A 78 habitatges hi havia un automòbil i a 108 n'hi havia dos o més.

### Piràmide de població
La piràmide de població per edats i sexe el 2009 era:
| Homes | Edats   | Dones |
| ----- | ------- | ----- |
| 0     | 95 o +  | 0     |
| 0     | 90 a 94 | 4     |
| 0     | 85 a 89 | 0     |
| 8     | 80 a 84 | 4     |
| 0     | 75 a 79 | 4     |
| 4     | 70 a 74 | 4     |
| 28    | 65 a 69 | 20    |
| 8     | 60 a 64 | 16    |
| 20    | 55 a 59 | 24    |
| 28    | 50 a 54 | 8     |
| 20    | 45 a 49 | 28    |
| 24    | 40 a 44 | 16    |
| 28    | 35 a 39 | 36    |
| 36    | 30 a 34 | 16    |
| 24    | 25 a 29 | 20    |
| 4     | 20 a 24 | 12    |
| 24    | 15 a 19 | 4     |
| 24    | 10 a 14 | 24    |
| 28    | 5 a 9   | 20    |
| 12    | 0 a 4   | 8     |

## Economia
El 2007 la població en edat de treballar era de 343 persones, 247 eren actives i 96 eren inactives. De les 247 persones actives 236 estaven ocupades (130 homes i 106 dones) i 11 estaven aturades (3 homes i 8 dones). De les 96 persones inactives 27 estaven jubilades, 28 estaven estudiant i 41 estaven classificades com a «altres inactius».

### Ingressos
El 2009 a Erquery hi havia 192 unitats fiscals que integraven 521,5 persones, la mediana anual d'ingressos fiscals per persona era de 22.209 €.

### Activitats econòmiques
Dels 12 establiments que hi havia el 2007, 1 era d'una empresa de fabricació d'altres productes industrials, 1 d'una empresa de construcció, 5 d'empreses de comerç i reparació d'automòbils, 1 d'una empresa de transport, 1 d'una empresa d'hostatgeria i restauració, 2 d'empreses de serveis i 1 d'una entitat de l'administració pública.
L'únic servei als particulars que hi havia el 2009 era un paleta.
L'any 2000 a Erquery hi havia 4 explotacions agrícoles que ocupaven un total de 592 hectàrees.

## Equipaments sanitaris i escolars
El 2009 hi havia una escola elemental integrada dins d'un grup escolar amb les comunes properes formant una escola dispersa.

## Poblacions properes
El següent diagrama mostra les poblacions més properes.